# Micfalău
Micfalău (veraltet Micouifalău; ungarisch Mikóújfalu, deutsch Neudorf) ist eine Gemeinde im Kreis Covasna in der Region Siebenbürgen in Rumänien.
Der Ort ist auch unter der deutschen Bezeichnung Mikó-Neudorf und der ungarischen Bükszádújfalu bekannt.

## Geographische Lage

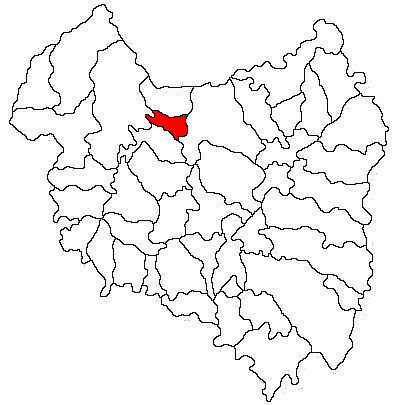
Lage der Gemeinde Micfalău im Kreis Covasna

Der Ort Micfalău liegt in einer Talsenke am Oberlauf des Flusses Olt (Alt) nordöstlich der Baraolter Berge im historischen Szeklerland. Im Norden des Kreises Covasna befindet sich der Ort an der Nationalstraße Drum național 12 – Teil der Europastraße 578 – etwa 25 Kilometer nördlich von der Kreishauptstadt Sfântu Gheorghe (Sankt Georgen) entfernt. Der nächstgelegene Bahnhof befindet sich in Malnaș-Băi an der Bahnstrecke Sfântu Gheorghe–Adjud, drei Kilometer von Micfalău entfernt.
Auf dem Gemeindegebiet befinden sich zahlreiche Mineralwasserquellen.

## Geschichte
Der mehrheitlich von Szeklern bewohnte Ort Micfalău, wurde erstmals 1812 urkundlich erwähnt. Östlich von Micfalău befand sich der 1349 urkundlich bezeichnete Ort  Gerebenk in Besitz der ungarischen Adelsfamilie Miko. In den 37 Anwesen des einstigen Ortes lebten die Hörigen der ungarischen Adelsfamilie. In der Nähe des Friedhofs sind Reste der alten Kirche des ehemaligen Ortes zu sehen. Nachdem der Wald auf dem Areal des heutigen Dorfes Micfalău abgeholzt wurde, für eine Glashütte in Bixad, wurde ab 1812 das Areal mit Bevölkerung aus der Umgebung, oder auch aus der nahe liegenden Moldau besiedelt und unter der ungarischen Bezeichnung Mikóújfalu geführt.
Archäologische Funde werden auf dem Gemeindegebiet nicht vermerkt.
Zur Zeit des Königreichs Ungarn gehörte Micfalău dem Stuhlbezirk Sepsi in der Gespanschaft Háromszék (rumänisch Comitatul Trei-Scaune). Anschließend gehörte Micfalău dem historischen Kreis Trei-Scaune (zu Deutsch Drei Stühle) und ab 1950 dem heutigen Kreis Covasna an.
Bis 2004 war Micfalău Teil der heutigen Nachbargemeinde Malnaș.

## Bevölkerung
Die Bevölkerung in Micfalău entwickelte sich wie folgt:
| 1850 | 1.038 | 674   | 231   | - | 133         |
| 1930 | 1.672 | 1.013 | 489   | 3 | 167         |
| 1966 | 2.073 | 44    | 1.981 | - | 48          |
| 2002 | 1.864 | 43    | 1.815 | - | 6           |
| 2011 | 1.805 | 40    | 1.753 | - | 12          |
| 2021 | 1.635 | 35    | 1.521 | 2 | 77 (5 Roma) |

Seit 1850 wurde in Micfalău die höchste Einwohnerzahl (2.101) und die der Magyaren (2004) 1977 ermittelt. Die höchste Anzahl der Rumänen und die der Rumäniendeutschen wurde 1930 und die der Roma (133) 1850 registriert. Des Weiteren wurden 1930 auch drei Serben vermerkt.

## Städtepartnerschaften
Micfalău unterhält Partnerschaften mit den ungarischen Orten:
- Mikófalva im Komitat Heves
- Bálványos im Komitat Somogy
- Ballószög im Komitat Bács-Kiskun
- Mikóháza im Komitat Borsod-Abaúj-Zemplén